# Swiss Music Awards 2023
La 16ª edizione degli Swiss Music Awards si è tenuta il 17 maggio 2023 a Zugo, Svizzera. È stata trasmessa live su 3+, sul canale romando Rouge TV e su One TV dalla Bossard Arena e il giorno dopo in replica sul canale ProSieben. È stata condotta da Marco Fritsche e Annina Frey.
Le nomination sono state rese note il 13 aprile 2023: gli artisti che ne hanno ricevute di più sono risultati gli Hecht con 3 e Heimweh, Trauffer, Farruko ed Harry Styles con 2 a testa. Si è potuto votare il proprio artista preferito fino al 30 aprile 2023 sul sito web della manifestazione.
Il grande vincitore della serata è stato Harry Styles, il quale ha sbaragliato la concorrenza in tutte le categorie in cui era nominato, con 2 premi. 
Gli artisti che si sono esibiti live sul palco sono stati: Ofenbach feat. SVEA, Andryy, Baschi, Ilira, Loi, Argyle feat. Chiara Castelli, Joya Marleen e Mimiks feat. LCone.

## Premi[2][3]
I vincitori della categoria sono evidenziati in grassetto.

### Miglior canzone nazionale (Best Song National)
- Sommervögel - Hecht
- Motivé - Xen & EAZ
- Will nomeh - L Loko x Drini

### Miglior canzone internazionale (Best Song International)
- As It Was - Harry Styles
- Pepas - Farruko
- Where Are You Now - Lost Frequencies & Calum Scott

### Miglior album (Best Album)
- Freiheit - Heimweh
- Felsafescht - Megawatt
- Glöggelä - Trauffer

### Rivelazione nazionale (Best Breaking Act National)
- Marius Bear
- Black Sea Dahu
- Hermanos Gutiérrez

### Rivelazione internazionale (Best Breaking Act International)
- Farruko
- Tayc
- Rosalía

### Miglior talento (Best Talent)
- Dana
- Andryy
- Valentino Vivace

### Miglior performance live (Best Live Act)
- Gölä & Trauffer
- Hecht
- Joya Marleen

### Miglior interprete romando (Best Act Romandie)
- KT Gorique
- Baron.e
- Billie Bird

### Miglior interprete femminile (Best Female Solo Act)
- Eliane
- Loredana
- Sina

### Miglior interprete maschile (Best Male Solo Act)
- Zian
- Loco Escrito
- Trauffer

### Miglior interprete internazionale (Best Solo Act International)
- Harry Styles
- Luciano
- Stromae

### Miglior gruppo nazionale (Best Group National)
- Heimweh
- Lo & Leduc
- Hecht

### Miglior gruppo internazionale (Best Group International)
- Rammstein
- Coldplay
- Bonez MC & RAF Camora

### Artist Award
- To Athena
- Evelinn Trouble
- Peter Kernel